# Кобни близанци
Кобни близанци (енгл. Dead Ringers) канадско-амерички је хорор филм из 1988. године, редитеља Дејвида Кроненберга, са Џеремијем Ајронсом и Женевјев Бижо у главним улогама. Ајронс тумачи дуалну улогу, идентичне једнојајчане близанце, Беверлија и Елиота Ментла, који важе за веома успешне гинекологе, све док се у њихове животе не умеша глумица Клер Наво. Сценарио је базиран на животу Стјуарта и Сирила Маркуса, као и роману Близанци аутора Барија Вуда и Џека Гисланда.
Филм је добио бројне награде и признања, превасходно за Ајронсову глуму. Награђен је у 10 категорија Награде Џини. Приликом доделе Оскара за најбољу мушку улогу 1991. године, Ајронс се у свом победничком говору захвалио Кроненбергу. Критичари Филмског фестивала у Торонту поставили су га на седмо место листе 10 најбољих канадских филмова свих времена. На сајту Ротен томејтоуз оцењен је са 85%.
У априлу 2023. приказана је истоимена мини-серија сачињена из шест епизода, која представља римејк овог филма.

## Радња
Једнојајчани близанци, Беверли и Елиот Ментл, држе веома успешну гинекелошку клинику у Торонту, која је специјализована за проблеме са плодношћу код жена. Живот браће Ментл се изненада закомпликује када на преглед дође позната глумица Клер Наво, којој успостављају ретку дијагнозу, због које не може да има децу.

## Улоге
| Глумац            | Улога                                 |
| ----------------- | ------------------------------------- |
| Џереми Ајронс     | Беверли „Бев” Ментл Елиот „Ели” Ментл |
| Женевјев Бижо     | Клер Наво                             |
| Хајди вон Палеске | Кари                                  |
| Барбара Гордон    | Данута                                |
| Ширли Даглас      | Лаура                                 |
| Стивен Лак        | Андерс Волек                          |
| Ник Николс        | Лео                                   |
| Лин Комарк        | Арлен                                 |
| Дамир Андреј      | Бирчал                                |
| Миријам Њухоум    | госпођа Букман                        |
| Жаклин Хенеси     | Корал                                 |
| Џилијан Хенеси    | Мимси                                 |
| Дејвид Кроненберг | акушер                                |